# Jason Alexander

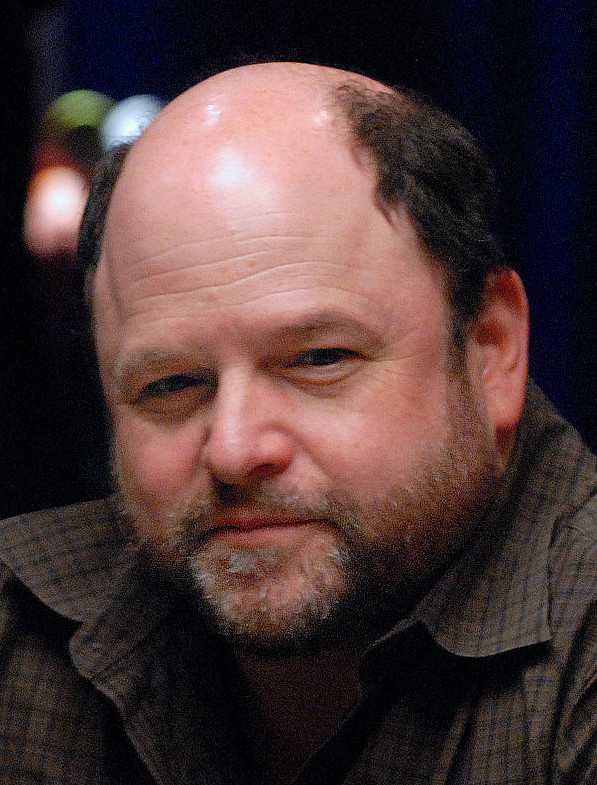
Jason Alexander (2009)

Jason Alexander, eigentlich Jay Scott Greenspan, (* 23. September 1959 in Newark, New Jersey) ist ein US-amerikanischer Schauspieler, Filmregisseur und -produzent. Bekannt wurde er vor allem durch seine  Rolle als George Costanza in der erfolgreichen Sitcom Seinfeld, die von 1989 bis 1998 auf NBC lief.

## Leben und Schaffen
Alexander absolvierte im Jahr 1977 in Livingston die Livingston High School. Bereits dort trat er im Amateurtheater auf. Später studierte er zeitweise an der Boston University.
Alexander spielte mit in den Filmen: Mosquito Coast (1986) neben Harrison Ford und River Phoenix; im Film Pretty Woman (1990) neben Julia Roberts und Richard Gere; im Film Frühstück bei ihr (1990) neben Susan Sarandon und James Spader; im Film Die Coneheads (1993) neben Dan Aykroyd. Im Film North (1994) spielte er neben Elijah Wood und Julia Louis-Dreyfus eine der Hauptrollen. In Die Abenteuer von Rocky & Bullwinkle spielte er auch eine der Hauptrollen, für die er für den Saturn Award nominiert wurde.
Alexander war ebenfalls in einigen Fernsehserien wie Autsch! (E/R, 1984–1985), Um jeden Preis (Favorite Son, 1988), Seinfeld (1989–1998) und Listen Up (2004–2005) zu sehen. Für seine Rolle des neurotischen George Costanza, eine der Hauptfiguren in der Fernsehserie Seinfeld, wurde er mehrmals für die Preise Golden Globe Award (1993–1995 und 1998) und Emmy (1992–1998) nominiert.
Alexander trat in zahlreichen Theaterstücken auf. Er wurde im Jahr 1989 für die Hauptrolle in Broadway mit dem Tony Award ausgezeichnet. Im Jahr 2007 übernahm er die Hauptrolle des Max Bialystock in Mel Brooks’ Bühnenmusical The Producers an einem Theater in Los Angeles.
In den Vereinigten Staaten ist er aus zahlreichen Werbespots bekannt, darunter für McDonald’s und DaimlerChrysler.
Beim Film Mein Partner mit der heißen Braut (1996), in dem er neben James Woods eine der Hauptrollen spielte, führte Alexander Regie. Er war ebenfalls als Produzent einiger Filme und als Drehbuchautor tätig.
1999 spielte er in der Episode Die Denkfabrik von Star Trek: Raumschiff Voyager den Antagonisten Kurros. Einen weiteren Gastauftritt hatte Alexander 2005 in der Krimiserie Monk als Privatdetektiv Marty Eels in der Folge Mr. Monk bekommt Konkurrenz.
Im August 2012 war der Schauspieler im Musikvideo Trying Not To Love You aus dem Album Here and Now von Nickelback zu sehen.
Ende Mai 2012 geriet Alexander in Kritik, als er in einer US-Talkshow Cricket als „Schwulensport“ bezeichnete. Wenig später entschuldigte er sich für diese Aussage.
Alexander ist seit dem Jahr 1981 mit der Schauspielerin Daena E. Title verheiratet und hat zwei Söhne.

## Filmografie (Auswahl)
- 1981: Brennende Rache (The Burning)
- 1984–1985: Autsch! (E/R, Fernsehserie, 7 Folgen)
- 1986: Rockabye
- 1986: Mosquito Coast (The Mosquito Coast)
- 1987: Everything’s Relative (Fernsehserie, 10 Folgen)
- 1989–1998: Seinfeld (Fernsehserie, 178 Folgen)
- 1990: Pretty Woman
- 1990: Frühstück bei ihr (White Palace)
- 1990: Jacob’s Ladder – In der Gewalt des Jenseits (Jacob’s Ladder)
- 1992: I Don’t Buy Kisses Anymore
- 1993: Sexual Healing
- 1993: Die Coneheads (Coneheads)
- 1993: Down on the Waterfront (Kurzfilm)
- 1994: North
- 1994: Schlagzeilen (The Paper)
- 1994–1995: Disneys Aladdin (Stimme)
- 1996: Mein Partner mit der heißen Braut (For Better or Worse)
- 1996: Die Nanny, Folge 76 (Staffel 4): Die Sache mit der Sache
- 1996: Dunston – Allein im Hotel (Dunston Checks In)
- 1997: Liebe! Stärke! Mitgefühl! (Love! Valour! Compassion!)
- 1997: Cinderella (Rodgers & Hammerstein’s Cinderella)
- 1998: Die nackte Wahrheit über Männer und Frauen (Denial)
- 1999: Star Trek: Raumschiff Voyager (Folge Die Denkfabrik)
- 1999: Love and Action in Chicago
- 2000: Die Abenteuer von Rocky & Bullwinkle (The Adventures of Rocky & Bullwinkle)
- 2000: Friends (Fernsehserie, Folge 7x13)
- 2001: Schwer verliebt (Shallow Hal)
- 2002: Der Glöckner von Notre Dame 2 (The Hunchback of Notre Dame II, Synchronsprecher von Hugo)
- 2002: Twilight Zone (Folge Der sterbende Tod)
- 2003: Malcolm mittendrin (Malcolm in the Middle, Fernsehserie, Folge 4x19 Das Schachduell)
- 2004: Eine Weihnachtsgeschichte nach Charles Dickens – Musical (A Christmas Carol, Fernsehfilm)
- 2005: Monk (Fernsehserie, Staffel 4, Folge 1 Mr. Monk bekommt Konkurrenz als Privatdetektiv Marty Eels)
- 2006: How to Go Out on a Date in Queens
- 2006: Hood of Horror
- 2006–2007: Alle hassen Chris (Everybody Hates Chris, Fernsehserie, Gastrolle als Rektor Edwards)
- 2007: Thank God You’re Here
- 2008: The New Adventures of Old Christine (Fernsehserie, Folge 1…½ Männer)
- 2008: Criminal Minds (Fernsehserie, Folge Der goldene Schnitt)
- 2009: Meteoriten – Apokalypse aus dem All (Meteor, Fernsehzweiteiler)
- 2009: Hachiko – Eine wunderbare Freundschaft (Hachi: A Dog’s Tale)
- 2010: The Cleveland Show (Fernsehserie, Folge 1x18, Stimme)
- 2011: Ein Cosmo & Wanda Movie: Werd’ erwachsen Timmy Turner! (A Fairly Odd Movie: Grow Up, Timmy Turner!, Fernsehfilm)
- 2012: Two and a Half Men (Fernsehserie, Folge 9x23)
- 2013: Community (Fernsehserie, Folge 4x09)
- 2015: Larry Gaye – völlig abgehoben!
- 2015: Wild Card
- 2015–2016: The Grinder (Fernsehserie, 4 Folgen)
- 2017: Hit the Road (Fernsehserie, 8 Folgen)
- 2017–2022: Young Sheldon (Fernsehserie, 5 Folgen)
- 2018–2019: The Orville (Fernsehserie, 2 Folgen)
- seit 2019: Harley Quinn (Fernsehserie, Stimme)
- 2019: Verrückt nach dir (Mad About You; Fernsehserie, 1 Folge)
- 2019: The Marvelous Mrs. Maisel (Fernsehserie, 2 Folgen)
- 2021: Die Conners (The Conners, Fernsehserie, 2 Folgen)
- 2023: Leo (Stimme Jaydas Vater)
- 2025: The Electric State

## Auszeichnungen
Jason Alexander erhielt etwa 30 Nominierungen für Filmpreise wie den Saturn Award, American Comedy Award, DVD Exclusive Award, DGA Award, Emmy, Golden Globe, Satellite Award oder Screen Actors Guild Award. Sechs Mal wurde er ausgezeichnet:
- 1992: American Comedy Award in der Kategorie Lustigster männlicher Nebendarsteller in einer Fernsehsendung für Seinfeld
- 1993: American Comedy Award in der Kategorie Lustigster männlicher Nebendarsteller in einer Fernsehsendung für Seinfeld
- 1995: Screen Actors Guild Award in der Kategorie Bester Darsteller in einer Comedyserie für Seinfeld
- 1995: Screen Actors Guild Award in der Kategorie Bestes Schauspielensemble in einer Comedyserie für Seinfeld
- 1997: Screen Actors Guild Award in der Kategorie Bestes Schauspielensemble in einer Comedyserie für Seinfeld
- 1998: Screen Actors Guild Award in der Kategorie Bestes Schauspielensemble in einer Comedyserie für Seinfeld